# Богдашова, Мария Александровна
Мария Александровна Богдашова (26 февраля 1992) — российская футболистка, защитница.

## Биография
Воспитанница самарского футбола. Дебютировала во взрослых соревнованиях в 14-летнем возрасте в розыгрыше второй лиги 2006 года в составе ЦСК ВВС, команда стала победителем зоны «Приволжье» и заняла второе место в общем зачёте дивизиона. В том же году спортсменка приняла участие в первенстве России среди команд девушек футбольных школ, где стала бронзовым призёром и получила приз самого универсального игрока. Вызывалась на сборы юниорских сборных России.
В 2010 году выступала за «Чертаново» (Москва) в первом дивизионе.
В 2011 году перешла в другой московский клуб, «ЦСП Измайлово», выступавший в высшей лиге. Дебютный матч за команду сыграла 8 мая 2011 года против «Россиянки». Всего в 2011 календарном году приняла участие в 16 из 18 матчей своей команды в высшей лиге, отыграв их без замен. Однако на весеннюю часть сезона 2011/12 в клубе не осталась.
В 2012 году снова играла за самарский ЦСК ВВС, команда проводила сезон в первой лиге. После завершения профессиональной карьеры играла в любительских турнирах в Самаре.